# IC 1468
IC 1468 је лентикуларна галаксија у сазвјежђу Рибе која се налази на листи објеката дубоког неба у Индекс каталогу.
Деклинација објекта је - 3° 12' 19" а ректасцензија 23h 5m 7,3s. Привидна величина (магнитуда) објекта IC 1468 износи 14,4 а фотографска магнитуда 15,3. IC 1468 је још познат и под ознакама MCG -1-58-19, PGC 70429.